# DreamWorks Super Star Kartz
DreamWorks Super Star Kartz est un jeu vidéo de course développé par High Impact Games et édité par Activision, sorti en 2011 sur Wii, PlayStation 3, Xbox 360, Nintendo DS et Nintendo 3DS.

## Système de jeu
Les pilotes jouables sont issus de films d'animation de DreamWorks :
- Shrek : Shrek, L'Âne, Princesse Fiona, Shrek chevalier
- Madagascar : Alex, Marty, Commandant, Alex en tenue de cérémonie, Commandant avec sa casquette de capitaine
- Dragons : Harold, Krokmou
- Monstres contre Aliens : B.O.B.

## Accueil
- Jeuxvideo.com : 8/20 (Wii)[1] - 6/20 (3DS)[2] - 8/20 (3DS)[3]